# Carlos Medina Plascencia
Carlos Medina Plascencia (León, 14 augustus 1955) is een Mexicaans politicus van de Nationale Actiepartij (PAN).
Medina Plasencia studeerde chemische techniek en bedrijfsadministratie aan het Instituut voor Techniek en Hogere Studies van Monterrey (ITESM). Hij sloot zich in 1976 aan bij de PAN waarvoor hij in 1989 tot burgemeester van zijn geboorteplaats León werd gekozen.
In 1991 werd hij benoemd tot interim-gouverneur van zijn thuisstaat Guanajuato; bij de gouverneursverkiezingen dat jaar werd Medina's partijgenoot Vicente Fox in de officiële uitslag verslagen door Ramón Aguirre Velázquez van de destijds oppermachtige Institutioneel Revolutionaire Partij (PRI), maar pas nadat grootschalige fraude had plaatsgevonden. Wekenlang demonstreerden aanhangers van de PAN tegen de fraude, en na onderhandelingen werd besloten Medina Plasencia tot interim-gouverneur aan te wijzen. Guanajuato was daarmee de tweede staat waar de PRI de macht kwijtraakte.
In 1997 werd Medina gekozen tot afgevaardigde en drie jaar later tot senator. Sinds 2006 is hij adviseur van president Felipe Calderón.